# Аркадий (Чуперкович)
Митрополи́т Арка́дий (нем. Metropolit Arkadius, рум. Mitropolitul Arcadie, в миру Александр Чуперкович, нем. Alexander Czuperkowicz, рум. Alexandru Ciupercovici; 14 апреля 1823, Кимполунг, Австрийская империя — 5 марта 1902, Черновцы, Австро-Венгрия) — церковный деятель Австро-Венгрии, архиепископ Черновицкий, митрополит Буковинско-Далматинский.

## Биография
Родился 14 апреля 1823 года в городе Кимполунг (Южная Буковина) в семье священника. Его дядей по отцу был Мирон Чуперкович — депутат австрийского парламента в 1848—1849 годах. Гимназическое и философско-богословское образование получил в Черновцах.
В 1847 году после женитьбы принял священнический сан и получил направление для служения в приходе села Топоровцы. В этом же году был перенаправлен в село Милишэуци. После смерти в 1861 году жены он поступил в монастырь Путна, где в 1866 году пострижен в монахи с именем Аркадий, вскоре стал игуменом монастыря, а через восемь лет был возведён в сан архимандрита.
В 1878 году — консисторский советник, а с 1880 года стал консисторским архимандритом и генеральным викарием Буковинской митрополии.
16 февраля 1896 года императорским декретом назначен митрополитом Буковины, а через два месяца, 7 апреля 1896 года, в греческом храме Вены был рукоположён во епископа. Хиротонию совершили епископы Которский Герасим (Петранович) и Задарский Никодим (Милаш).
Аркадий (Чуперкович) пытался занять нейтральную позицию между румынами и украинцами. Им было сделано кое-что для улучшения положения нерумынов в православной церкви. Ещё в 1895 году он издал циркуляр, в котором священников предостерегали о запрете ведения политической агитации. Помещение митрополичьей резиденции освобождено было от тех людей и организаций, которые не имели к Церкви прямого отношения. Вынуждено было покинуть резиденцию румынское общество «Junimea». В 1899 году в консисторию вошли два советника-русина: А. Манастырский и Г. Галицкий. Генеральным викарием назначили Илью Филиповича. В том же 1899 году на теологическом факультете Черновицкого университета стали профессорами Д. Еремийчук и С. Козак, должность катехита (преподавателя теологии) во второй Черновицкой гимназии занимал Евгений Семака. Эти уступки славянам в церковной сфере вызвали бурную негативную реакцию румынских шовинистических кругов. Во всём они обвиняли митрополита. В румыноязычных газетах непрерывно печатались фельетоны, оскорбительные для митрополита Аркадия.
Умер 5 марта 1902 года после тяжёлой болезни и похоронен в архиерейской гробнице на городском кладбище Черновцов.